# Supercopa italiana de futbol de 2011
La Supercopa d'Itàlia de 2011 fou la vint-i-quatrena edició de la Supercopa d'Itàlia, i es va jugar entre el guanyador de la Sèrie A, l'AC Milan, i el de la Copa d'Itàlia, l'Inter de Milà. El partit es va jugar el 6 d'agost de 2011 a l'Estadi Nacional de Pequín i fou el 208è Derby della Madonnina. L'AC Milan va guanyar el partit i el títol per 2–1.

## Detalls del partit
| Milan                         | 2 – 1 | Internazionale |
| ----------------------------- | ----- | -------------- |
| Ibrahimović 60' · Boateng 69' | Resum | Sneijder 22'   |

| Milan | Internazionale |

| MILAN:               |    |                       |     |     |
|                      |    |                       |     |     |
| POR                  | 32 | Christian Abbiati     |     |     |
| DEF                  | 20 | Ignazio Abate         |     |     |
| DEF                  | 33 | Thiago Silva          |     |     |
| DEF                  | 13 | Alessandro Nesta      |     |     |
| DEF                  | 19 | Gianluca Zambrotta    | 64' |     |
| MED                  | 4  | Mark van Bommel       |     |     |
| MED                  | 8  | Gennaro Gattuso (c)   | 20' | 75' |
| MED                  | 10 | Clarence Seedorf (c₂) |     |     |
| MED                  | 27 | Kevin-Prince Boateng  | 78' | 82' |
| DEL                  | 11 | Zlatan Ibrahimović    |     |     |
| DEL                  | 70 | Robinho               |     | 62' |
| Sustituciones:       |    |                       |     |     |
| POR                  | 1  | Marco Amelia          |     |     |
| DEF                  | 25 | Daniele Bonera        |     |     |
| DEF                  | 76 | Mario Yepes           |     |     |
| MED                  | 23 | Massimo Ambrosini     | 86' | 75' |
| MED                  | 28 | Urby Emanuelson       |     | 82' |
| DEL                  | 7  | Alexandre Pato        |     | 62' |
| DEL                  | 99 | Antonio Cassano       |     |     |
| Entrenador:          |    |                       |     |     |
| Massimiliano Allegri |    |                       |     |     |

| INTERNAZIONALE:      |    |                      |     |     |
|                      |    |                      |     |     |
| POR                  | 1  | Júlio César          |     |     |
| DEF                  | 23 | Andrea Ranocchia     |     |     |
| DEF                  | 25 | Walter Samuel        |     |     |
| DEF                  | 26 | Cristian Chivu       |     |     |
| MED                  | 8  | Thiago Motta         |     |     |
| MED                  | 5  | Dejan Stanković      |     | 74' |
| MED                  | 20 | Joel Obi             |     | 82' |
| MED                  | 4  | Javier Zanetti (c)   |     |     |
| MED                  | 11 | Ricardo Álvarez      |     | 63' |
| MED                  | 10 | Wesley Sneijder      | 61' |     |
| DEL                  | 9  | Samuel Eto'o         |     |     |
| Substitucions:       |    |                      |     |     |
| POR                  | 12 | Luca Castellazzi     |     |     |
| DEF                  | 44 | Matteo Bianchetti    |     |     |
| MED                  | 37 | Marco Davide Faraoni |     | 63' |
| MED                  | 77 | Sulley Muntari       |     |     |
| DEL                  | 7  | Giampaolo Pazzini    |     | 74' |
| DEL                  | 27 | Goran Pandev         |     |     |
| DEL                  | 30 | Luc Castaignos       |     | 82' |
| Entrenador:          |    |                      |     |     |
| Gian Piero Gasperini |    |                      |     |     |

| Equip d'àrbitres - Árbitres assistents: Grilli, Copelli - Quart àrbitre: Paolo Silvio Mazzoleni | Regles del partit - 90 minuts. - 30 minuts de pròrroga en cas d'empat. - Tanda de penals en cas d'empat després de 120 minuts. - Tres canvis permesos com a màxim per equip. |

| Supercopa d'Itàlia       |
| Campió AC Milan 6è títol |